# Anders Holmertz

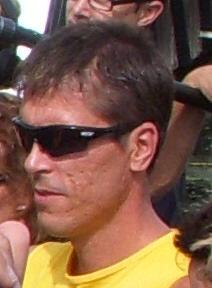
Anders Holmertz im Jahr 2009

Anders Sören Holmertz (* 1. Dezember 1968 in Motala) ist ein ehemaliger schwedischer Schwimmer, der fünf olympische Medaillen gewann.

## Werdegang
Anders Holmertz begann im Alter von vier Jahren mit dem Schwimmen. Im Alter von 15 Jahren nahm er 1984 in Los Angeles erstmals an Olympischen Spielen teil und erreichte den sechsten Platz mit der schwedischen 4-mal-200-Meter-Freistilstaffel, auf der 200-Meter-Freistilstrecke belegte er den zwölften Platz. Bei den Schwimmeuropameisterschaften 1985 in Sofia gewann er zusammen mit Per Johansson, Michael Söderlund und Tommy Werner hinter dem westdeutschen Quartett die Silbermedaille in der 4-mal-200-Meter-Freistilstaffel. Zwei Jahre später siegte Holmertz bei den Schwimmeuropameisterschaften 1987 in Straßburg auf der 200-Meter-Freistilstrecke vor dem Italiener Giorgio Lamberti und dem Deutschen Michael Groß, mit der schwedischen 4-mal-200-Meter-Fresitilstaffel erhielt er die Bronzemedaille hinter den beiden deutschen Staffeln. Bei den Olympischen Spielen 1988 in Seoul gewann Holmertz auf der 200-Meter-Freistildistanz die Silbermedaille hinter dem Australier Duncan Armstrong, über 400 Meter belegte er den achten Platz. Mit der 200-Meter-Staffel schwamm Holmertz in Seoul auf den sechsten Platz.
Bei den Schwimmeuropameisterschaften 1989 in Bonn erreichte Holmertz über 200 Meter Freistil den dritten Platz hinter Giorgio Lamberti und dem Polen Artur Wojdat. Während die schwedische 200-Meter-Staffel die Medaillenränge verpasste, gelang Holmertz mit der 4-mal-100-Meter-Freistilstaffel der Gewinn der Bronzemedaille. Zwei Jahre später, bei den Schwimmeuropameisterschaften 1991 in Athen, gewann Holmertz erneut Bronze mit der 100-Meter-Freistilstaffel. Bei den Olympischen Spielen 1992 in Barcelona erreichte Holmertz vier Finalläufe. Er belegte mit der 100-Meter-Freistilstaffel den fünften Platz und mit der 200-Meter-Freistilstaffel erhielt er die Silbermedaille hinter dem Team der Gemeinschaft Unabhängiger Staaten, aber vor der US-Staffel. Hoilmertz gewann in Barcelona aber auch zwei Einzelmedaillen: Sowohl über 200 Meter Freistil siegte Jewgeni Sadowy aus der GUS-Mannschaft, über 200 Meter gewann Holmertz Silber vor dem Finnen Antti Kasvio, über 400 Meter erhielt er die Bronzemedaille hinter dem Australier Kieren Perkins. Auch bei den Schwimmeuropameisterschaften 1993 in Sheffield gewann Holmertz drei Medaillen: Neben Silber mit der 100-Meter-Freistilstaffel erhielt er über 200 und über 400 Meter Freistil jeweils die Bronzemedaille. Über beide Freistilstrecken gewann in Sheffield Antti Kasvio, der auch bei den Schwimmweltmeisterschaften 1994 in Rom über 200 Meter Freistil siegte, hinter Kasvio gewann Holmertz die Silbermedaille. Die schwedische 200-Meter-Freistilstaffel mit Christer Wallin, Tommy Werner, Lars Frölander und Anders Holmertz gewann in Rom den Titel vor der russischen und der deutschen Staffel. Bei den Schwimmeuropameisterschaften 1995 in Wien erschwamm Holmertz erneut vier Medaillen: Neben Silber mit der 200-Meter-Freistilstaffel und Bronze mit der 100-Meter-Freistilstaffel erhielt er auch Bronze über 400 Meter Freistil. Auf der 200-Meter-Freistilstrecke gewann Holmertz die Silbermedaille, wobei er zwar Antti Kasvio schlagen konnte, aber hinter dem zweiten Finnen Jani Sievinen anschlug.
Bei seinem vierten Olympiastart, 1996 in Atlanta erreichte Holmertz auf beiden Einzelstrecken den fünften Platz. Mit der 100-Meter-Freistilstaffel schwamm Holmertz auf den siebten Platz, mit der 200-Meter-Freistilstaffel erhielt er die Silbermedaille hinter der US-Staffel. Zum Abschluss seiner Karriere gewann Holmertz in Göteborg mit beiden Freistilstaffeln Silber bei den Kurzbahnweltmeisterschaften 1997.
Der 1,85 m große Holmertz schwamm am Beginn seiner Karriere für den Verein Motala SS, später gehörte er dem Stockholmer Verein Spårvägens SF an. Holmertz gewann 86 schwedische Meistertitel, 46 auf der Langbahn und 40 auf der Kurzbahn. Sein Bruder Mikael Holmertz war ebenfalls ein erfolgreicher Schwimmer.